# 喜马偕尔邦
喜马偕尔邦（羅馬化：Himachal Pradesh，直译：雪山地区）是印度北部的一个邦，毗连中国西藏自治区。该邦官方语言为印地语和附加官方语言帕哈尔语。全境属于喜马拉雅山区，气候温和，但冬季寒冷。首府西姆拉曾是英属印度的夏都。经济以农业和旅游业为主，盛产水果。

## 地理
喜马偕尔邦位于喜马拉雅山南麓，海拔平均在4000米以上，森林密布全邦，水资源丰富，使喜马偕尔邦成为一个自然休养地。

## 人口
95%人口是印度教徒。因西藏流亡领袖十四世达赖喇嘛流亡于此地，该邦的达兰萨拉有大量流亡藏人。

## 经济
自从喜马偕尔邦改革成为一个独立的政府机构后，一直都在很迅速的发展。这里蕴藏有丰富的自然资源，例如发电用的水力资源等。在帕尔瓦努（Parwanoo）耗资四千万卢比建成的水果加工厂被认为是这里的一绝。农业和园艺是该邦经济的主要支柱。这里的土壤和气候的条件非常适合种植水果、蔬菜和花卉。

## 行政区划
目前喜马偕尔邦分为12个县：
- （Kangra）
- 赫米尔布尔县（Hamirpur）
- 门迪县（Mandi）
- 比拉斯布尔县（Bilaspur）
- 乌纳县（Una）
- 昌巴县（Chamba）
- 拉胡尔和斯皮提县（Lahul and Spiti）
- 锡尔毛尔县（Sirmaur）
- 金瑙尔县（Kinnaur）
- 古卢县（Kullu）
- 索兰县（Solan）
- 西姆拉县（Shimla）